# 狮子文六
狮子文六（1893年7月1日—1969年12月13日）是一位日本小说家、剧作家。本名叫岩田丰雄。

## 生平

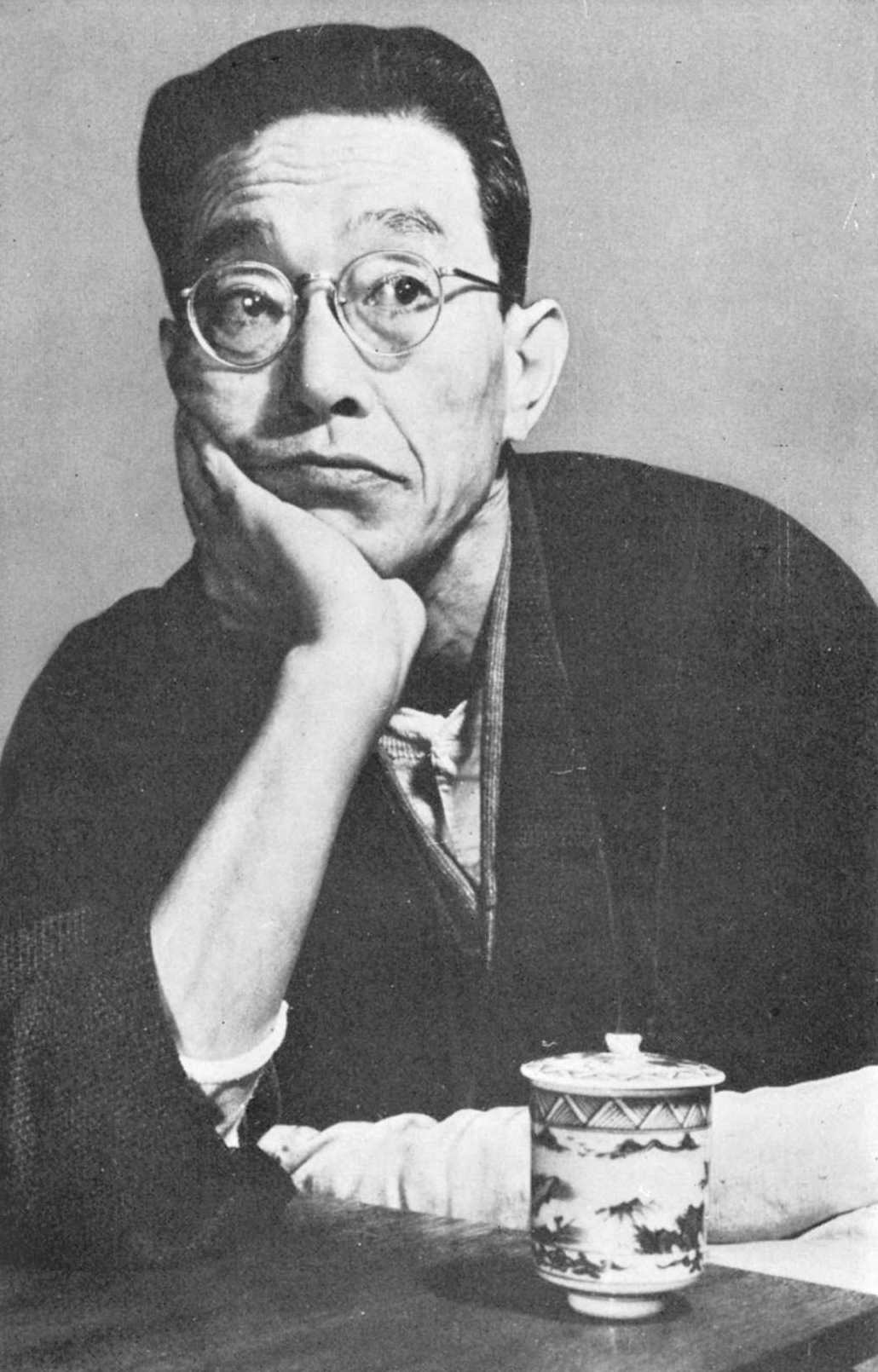
1934年

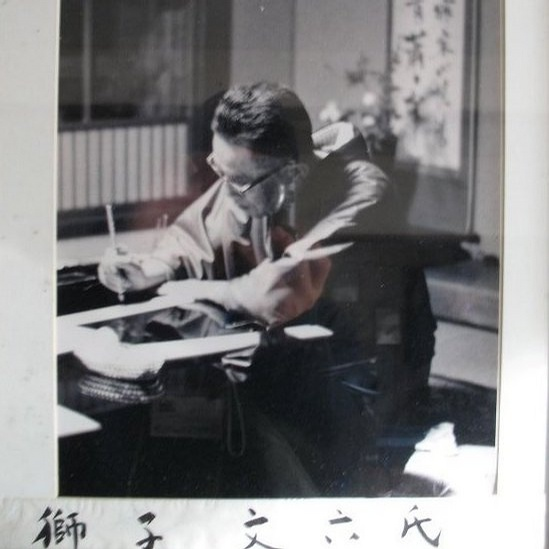
1945年

1893年出生于日本横浜市中区月冈町9番地（现横浜市西区老松町迎宾馆）附近。父亲岩田茂穂师从福泽谕吉、经营一家绢织企业岩田商会，于1901年去世。他进入庆应义塾大学理财科预科学习，后中途退学。1920年母亲去世，开始独自一人生活。由于第一次世界大战后法郎贬值，生活费用与日本相当，于是1922年前往法国学习西方戏剧。期间与一位法国人结婚，1925年一齐返回日本，同年长女出生。开始翻译和写作生涯，1930年妻子因病返回法国不久后去世。1934年与第二任妻子静子结婚，1950年因脑血栓去世，1951年与第三任妻子幸子结婚，1953年长男出生。
1969年12月13日因脑出血在赤坂自己家中去世。享年76岁。后葬于谷中靈園。

## 荣誉
- 1963年获得日本艺术院奖，次年被选为日本艺术院会员。
- 1969年获得文化勳章和文化功勞者称号[2][3][4]。